# 神元結莉
神元 結莉（かみもと ゆり、1995年8月28日 - ）は、日本の元女優、元モデル。神奈川県出身。レプロエンタテインメント（J-CLASS）に所属していた。実姉は元タレントの神元恵莉。

## 人物
- 趣味・特技はピアノ、一輪車。
- 好きな食べ物はコーヒーゼリー、かぼちゃ。
- 嫌いな食べ物は納豆、ネギ。
- とにかくマイペース。

## 出演

### テレビドラマ
- Mの悲劇（2005年、TBS）
- 働きマン（2008年、日本テレビ）

### テレビ番組
- ジェイチェキ（2004年、エンタ!371）
- ほんとにあった怖い話（2004年 - 2005年、フジテレビ）
- ほんとにあった怖い話SP（2007年、フジテレビ）
- ほんとにあった怖い話冬の特別編（2009年、フジテレビ）

### 雑誌
- LemonTeen（2004年、バウハウス）
- 美しいキモノ（2004年・2007年、アシェット婦人画報社）
- PUREPURE（2005年、辰巳出版）
- ちゃお（2005年、小学館）
- 小学三年生（2005年、小学館）
- 週刊ダイヤモンド（2006年、ダイヤモンド社）表紙
- ピチレモン（2007年 - 2010年、学習研究社）専属モデル

### 写真集
- ジェイクラスブック（2004年、バウハウス）

### CM
- トヨタ「ノア」（2004年）スチール
- 進研ゼミ「中2講座 3月号」（2007年）DM
- 任天堂「NINTENDO DS」（2008年）

### PV
- Every Little Thing「スイミー」（2006年）

### フリーペーパー
- わが子の教育 中学情報編（2007年）

### カタログ
- ニッセン（2007年）